# Фаунтейн 10
Фаунтейн 10 (англ. Fountain 10) — індіанська резервація в Канаді, у провінції Британська Колумбія, у межах регіонального округу Сквоміш-Лілует.

## Населення
За даними перепису 2016 року, індіанська резервація нараховувала 5 осіб. Середня густина населення становила 5,1 осіб/км².

## Клімат
Середня річна температура становить 6,2°C, середня максимальна – 20,6°C, а середня мінімальна – -11,8°C. Середня річна кількість опадів – 410 мм.
| Клімат поселення                              | Клімат поселення | Клімат поселення | Клімат поселення | Клімат поселення | Клімат поселення | Клімат поселення | Клімат поселення | Клімат поселення | Клімат поселення | Клімат поселення | Клімат поселення | Клімат поселення | Клімат поселення |
| Показник                                      | Січ.             | Лют.             | Бер.             | Квіт.            | Трав.            | Черв.            | Лип.             | Серп.            | Вер.             | Жовт.            | Лист.            | Груд.            |                  |
| Середній максимум, °C                         | 0,85             | 4,54             | 8,35             | 12,41            | 16,82            | 20,57            | 20,21            | 20,24            | 15,70            | 9,88             | 2,88             | −1,9             |                  |
| Середня температура, °C                       | −5,46            | −1,78            | 2,04             | 6,10             | 10,50            | 14,27            | 17,24            | 17,29            | 12,74            | 6,92             | −0,08            | −4,86            |                  |
| Середній мінімум, °C                          | −11,78           | −8,09            | −4,28            | −0,22            | 4,17             | 7,94             | 14,30            | 14,34            | 9,78             | 3,94             | −3,04            | −7,82            |                  |
| Норма опадів, мм                              | 39               | 25               | 20               | 23               | 33               | 41               | 41               | 33               | 29               | 33               | 47               | 46               |                  |
| Середньомісячна швидкість вітру, м/с          | 2.12             | 2.21             | 2.54             | 2.76             | 2.59             | 2.42             | 2.27             | 2.07             | 1.96             | 2.22             | 2.28             | 2.16             |                  |
| Середньомісячна сонячна радіація, кДж/м²·день | 3084             | 6155             | 10755            | 15721            | 19240            | 20845            | 21735            | 18468            | 12956            | 7237             | 3428             | 2402             |                  |
| --------------------------------------------- | ---------------- | ---------------- | ---------------- | ---------------- | ---------------- | ---------------- | ---------------- | ---------------- | ---------------- | ---------------- | ---------------- | ---------------- | ---------------- |
| Джерело:                                      |                  |                  |                  |                  |                  |                  |                  |                  |                  |                  |                  |                  |                  |